# أساندر
أساندر (باليونانية: Άσανδρoς)‏ هو قائد عسكري يوناني من القرن الرابع قبل الميلاد، هو ابن فيلوتاس وشقيق بارمينيون وأغاثون. عمل تحت إمرة الإسكندر الأكبر وألذي عينه كحاكم على ساتراب ليديا في آسيا الصغرى. وثم أصبح حاكم ساتراب كاريا بعد وفاة الإسكندر.